# Алести
Алестите (Alestes) са род актиноптери от семейство Африкански тетри (Alestidae).
Таксонът е описан за пръв път от Йоханес Петер Мюлер през 1846 година.

## Видове
- Alestes ansorgii
- Alestes baremoze
- Alestes dentex
- Alestes inferus
- Alestes liebrechtsii
- Alestes macrophthalmus
- Alestes stuhlmannii